# Carlos Galdames
Carlos Patricio Galdames Vásquez (Chile, 1 de marzo de 1980)  es un exfutbolista chileno. Jugaba en la posición de Delantero.

## Clubes
| Club                 | País  | Año       |
| -------------------- | ----- | --------- |
| Provincial Osorno    | Chile | 2005      |
| San Luis de Quillota | Chile | 2006      |
| Provincial Osorno    | Chile | 2007      |
| Unión San Felipe     | Chile | 2008      |
| Unión La Calera      | Chile | 2009-2011 |
| Magallanes           | Chile | 2012      |

## Palmarés

### Campeonatos nacionales
| Título    | Club              | País  | Año  |
| --------- | ----------------- | ----- | ---- |
| Primera B | Provincial Osorno | Chile | 2007 |